# Lairoux
Lairoux ist eine westfranzösische Gemeinde mit 601 Einwohnern (Stand: 1. Januar 2022) im Département Vendée in der Region Pays de la Loire. Lairoux gehört zum Arrondissement Fontenay-le-Comte und zum Kanton Luçon. Die Einwohner werden Lairousiens genannt.

## Lage
Lairoux liegt etwa 33 Kilometer nordnordwestlich von La Rochelle in der Landschaft Vendée. Das Gemeindegebiet gehört zum Regionalen Naturpark Marais Poitevin. Umgeben wird Lairoux von den Nachbargemeinden La Bretonnière-la-Claye im Norden, Chasnais im Osten, Saint-Denis-du-Payré im Süden, Saint-Benoist-sur-Mer im Südwesten sowie Curzon im Westen.

## Bevölkerungsentwicklung
| Jahr                      | 1962 | 1968 | 1975 | 1982 | 1990 | 1999 | 2006 | 2013 |
| Einwohner                 | 489  | 452  | 418  | 434  | 514  | 532  | 590  | 599  |
| Quelle: Cassini und INSEE |      |      |      |      |      |      |      |      |

## Sehenswürdigkeiten
- Kirche Saint-Pierre aus dem 19. Jahrhundert mit Teilen eines Vorgängerbaus aus dem 15. Jahrhundert

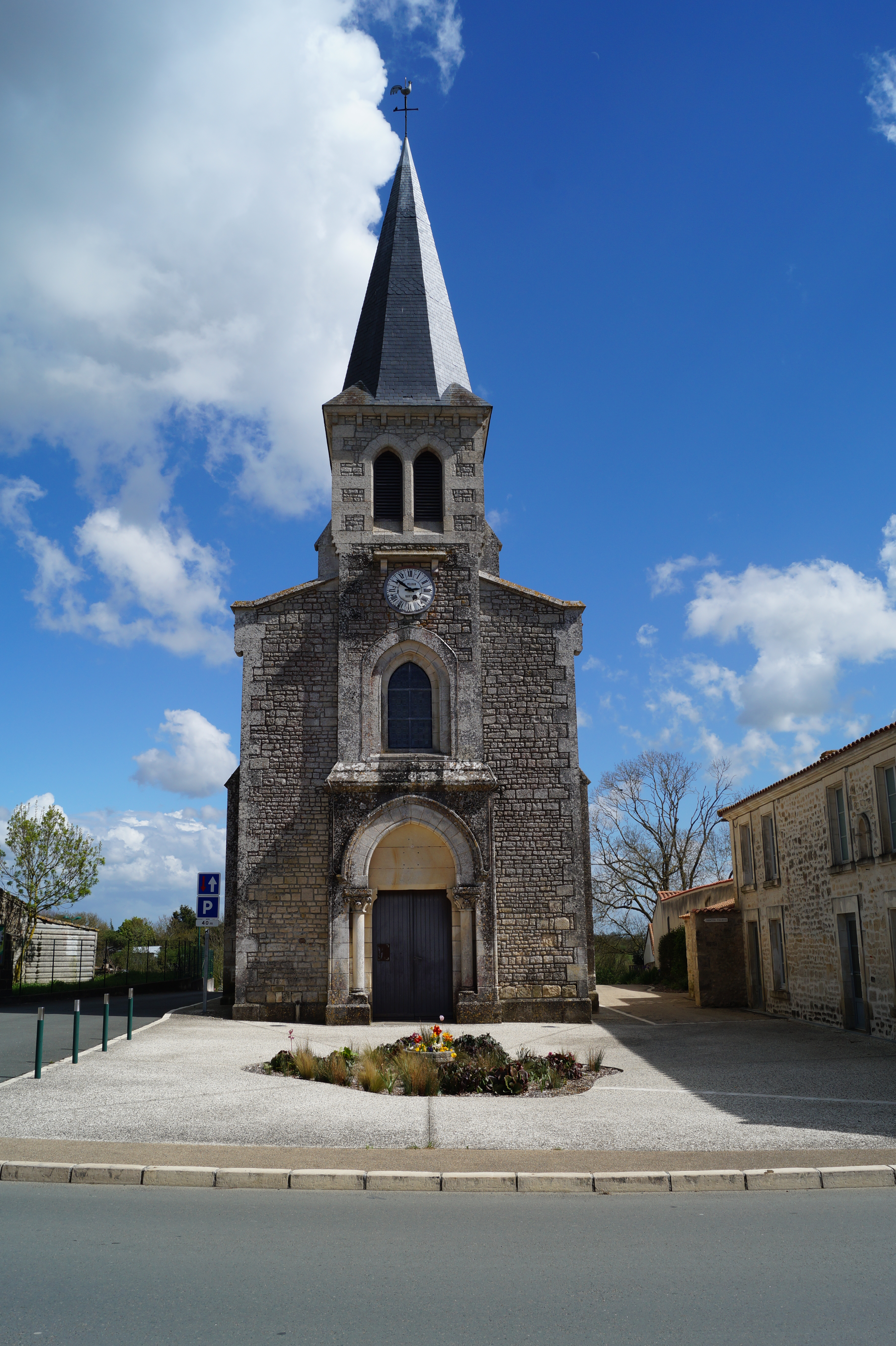
Kirche Saint-Pierre